# Стајн Схарс
Стефанус Јоханес Схарс (хол. Stephanus Johannes Schaars; 11. јануар 1984) бивши је холандски фудбалер који је играо на позицији везног играча.
Прошао је омладински погон Витесеа, где је и започео професионалну каријеру. Лета 2005. године прешао је у АЗ где је провео шест сезона и одиграо више од 150 утакмица у свим такмичењима. У јуну 2011. године постао је члан Спортинга. До краја каријере играо је за ПСВ Ајндховен и Херенвен.
За репрезентацију Холандије је одиграо 24 утакмице и био вицепрвак света 2010.

## Трофеји

### Клупски
АЗ
- Ередивизија: 2008/09.
- Суперкуп Холандије: 2009.

ПСВ Ајндховен
- Ередивизија: 2014/15, 2015/16.
- Суперкуп Холандије: 2015.

### Репрезентативни
Холандија до 21
- Европско првенство до 21 године: 2006.